# 安全剃须刀
安全剃须刀是一种無需專業技能就能安全剃毛的刮鬍刀。此類剃鬚刀始於1880年，當時有一項專利明確提出了安全剃鬚刀這一稱呼，而且該專利還提到了安全剃鬚刀含有可拆卸刀片。
1900年代，金·坎普·吉列改進了安全剃鬚刀，金·坎普·吉列發明了一種含有一次性雙刃刀片的安全剃鬚刀，一次性刀片用完後即可替換新的刀片。此後安全剃鬚刀開始普及。第一次世界大战之后，吉列改良的安全剃鬚刀成為剃须刀的主要款式。 